# Basílica de la Virgen de la Peña (Graus)
La antigua basílica de la Virgen de la Peña se levanta en la villa española de Graus (Ribagorza, provincia de Huesca, Aragón). El actual templo se levantó a mediados del siglo XVI sobre un edificio románico anterior. Consta de iglesia, patio y hospital de peregrinos con un bello claustro-mirador.

## Historia del templo

### La iglesia románica delsigloXII
En los muros de la basílica actual quedan restos de la primitiva iglesia románica, Sancta María de Villa, que ya aparece citada en un documento de 1186. Esta iglesia, como toda la villa de Graus, estaba vinculada al monasterio de San Victorián, por donación del rey Sancho Ramírez que conquistó la plaza a los musulmanes.

Etapas de la construcción de la basílica de la Virgen de la Peña: 1538-43, 1556-60 y 1585-95

### La basílica, 1538-1560
A fines del siglo XV la iglesia románica necesitaba reparaciones. En 1538, el clero y el Concejo de Graus tenía la intención de levantar un nuevo edificio, que tendría el rango de basílica gracias a las gestiones realizadas ante San Juan de Letrán de Roma. La obra debió comenzarse poco después y llevar buen ritmo, puesto que la fecha de 1543 aparece en la portada del templo. Sin embargo la construcción se detuvo varios años, seguramente por falta de medios económicos.

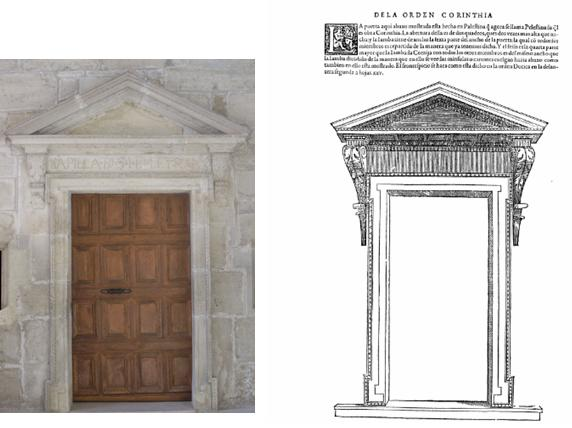
Puerta de la capilla de San Juan de Letrán y modelo de Sebastián Serlio que sigue

En 1555, Don Joan de Pomar, abad del monasterio de San Victorián, firmó una capitulación con el piedrapiquero Jaques de Anduxes para terminar la iglesia; no se sabe por qué, al año siguiente, el clero y la villa de Graus acordaron que dicho contrato pasase a manos de Joan Tellet. Este realizó el pórtico de la iglesia, el segundo tramo de la iglesia y unas gradas que unen el pórtico con el patio y dejó su firma en el friso del pórtico. Allí realizó una puerta para la capilla de San Juan de Letrán, que reproduce un modelo del III Libro de Arquitectura de Sebastián Serlio.
En 1581, el templo se desvinculó del monasterio de San Victorián y pasó a depender del concejo de la villa y del obispado de Barbastro. Entonces se realizaron las paredes de la capilla de San Juan de Letran, cuya fachada se había hecho unos años antes.

### La casa u hospital, 1585-1595

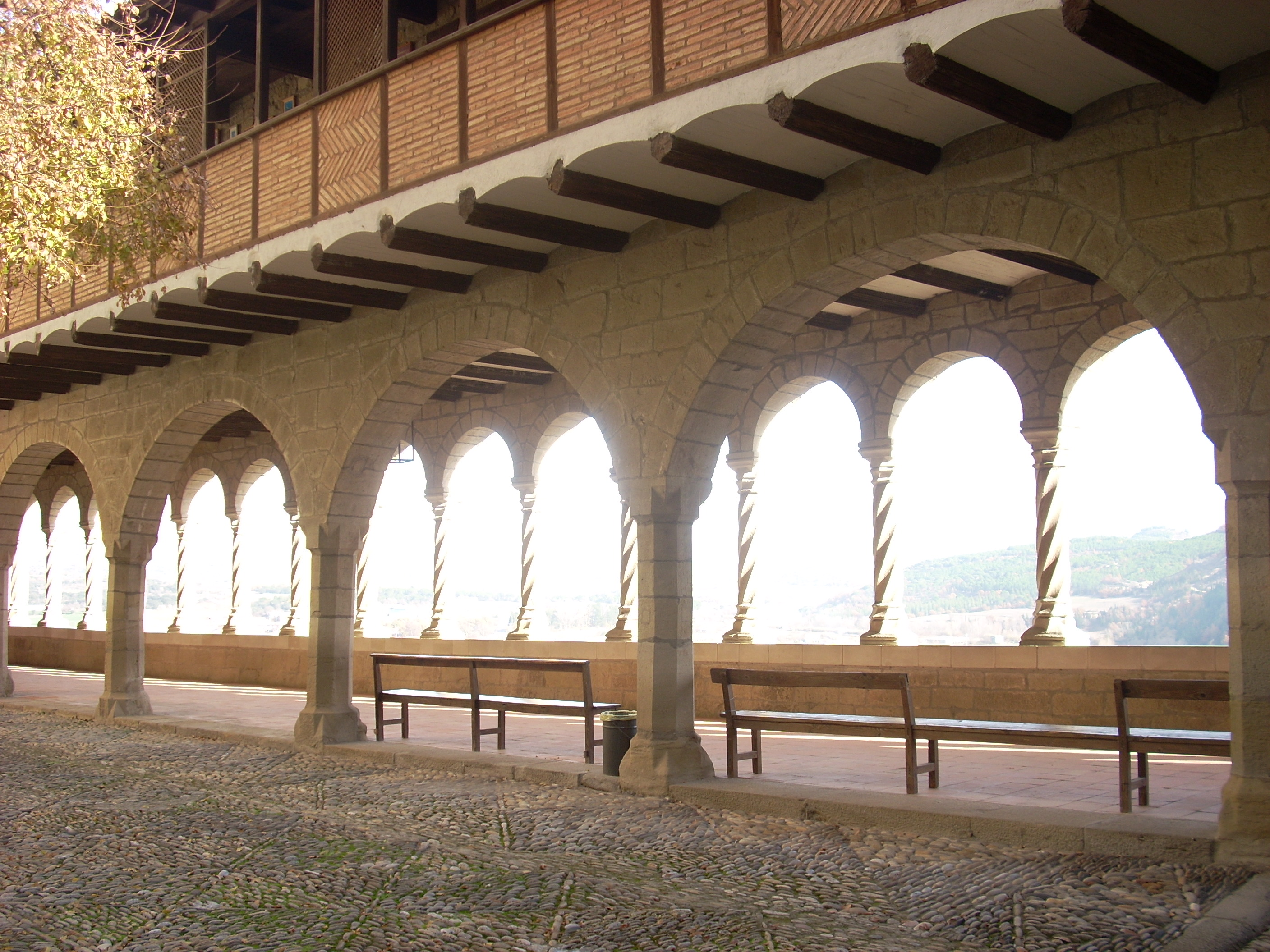
Basílica de la Virgen de la Peña de Graus, claustro-mirador del hospital de peregrinos

Desde el inicio de las obras estaba prevista la construcción de un hospital y de otras estancias. Su construcción es posterior a la de la iglesia, ya que su estructuras apoyan sobre la de aquella. Sabemos que ya existían en 1595, por la noticia de la muerte de don Miguel Cercito, obispo de Barbastro que murió ese año “en Graus en la Casa de Nuestra Señora de la Peña”. Este tal vez fuera el promotor de la obra, ya que en un documento de 1607 se cita a un tal “fray Miguel” que hizo estas casas.
El mirador y la arquería que da a la plaza tenían una clara función de claustro. En ella hay inscripciones en griego que invitan a la meditación: unas hacen referencia a la Epístola a los Colosenses y otras a las inscripciones del Santuario de Apolo en Delfos. Todo ello, unido a los modelos de Serlio, hace sospechar de la existencia de un ambiente humanista entre los monjes del lugar.

### Los retablos delsigloXVIIy el obispo Esmir
No hay retablos en el interior del templo, ya que fueron destruidos en la Guerra Civil; tan solo se salvó el de la capilla de San Juan de Letrán. Fotografías antiguas dan testimonio de todos ellos. El del altar mayor, de aire romanista, y dos laterales fueron costeados por Esteban de Esmir, obispo de Huesca entre 1641 y 1654. Su escultura funeraria todavía permanece hoy en día, en la ventana del presbiterio, orando en dirección a un retablo y una imagen, que ya no existen. Había otros dos retablos; uno de ellos, que tapaba los restos románicos, era más grande incluso que el del presbiterio y descompensaba por ello todo el conjunto.

### La quema de 1936
A comienzos de la Guerra Civil la iglesia fue quemada. El fuego destruyó los retablos, las cubiertas y derrumó la bóveda del segundo tramo de la nave (hay fotografía de la época). También se perdieron entonces el arcón y los huesos de Pedro Cedrán.
No fue un acto aislado; el día 20 de julio ardieron las iglesias de Binéfar y Monzón y a partir del 26 las quemas se generalizaron en toda la región por grupos de izquierda política, popularmente conocido como el “Terror Rojo” de corte socialista y comunista que simpatizaban con el Gobierno de la Segunda República. Además del fusilamiento de sacerdotes y personas sospechosas de simpatizar con la sublevación. Estas formas de propaganda por el hecho, o terror revolucionario, fueron empleadas por las columnas anarquistas y los Comités Antifascistas que actuaron en la zona. Hoy, la ausencia de retablos y la desnudez de sus muros dan testimonio de todo aquello.

### Restauraciones
En 1940 se constituyó una Junta Pro Restauración, que encargó la reconstrucción de la bóveda y las cubiertas al arquitecto Teodoro Ríos. Posteriormente, ante la ruina de la casa y el claustro, se emprendió una nueva restauración en 1974 a cargo de Francisco Asarta Ferraz. Otras restauraciones se han desarrollado ya en este último siglo.

## Descripción
Proponemos a los visitantes que comiencen la visita desde el interior de la iglesia. Allí quedan restos del edificio románico, en concreto en la parte inferior del muro del evangelio, donde hay una pequeña puerta en alto y sillares más pequeños. El edificio actual presenta, una nave única de dos tramos, cubiertos con bóvedas de terceletes (la de los pies era originalmente estrellada) y una cabecera plana sobre la que se levanta una torre poligonal rematada en chapitel. LLama la atención el achaflanamiento de los ángulos de los pies de la nave.

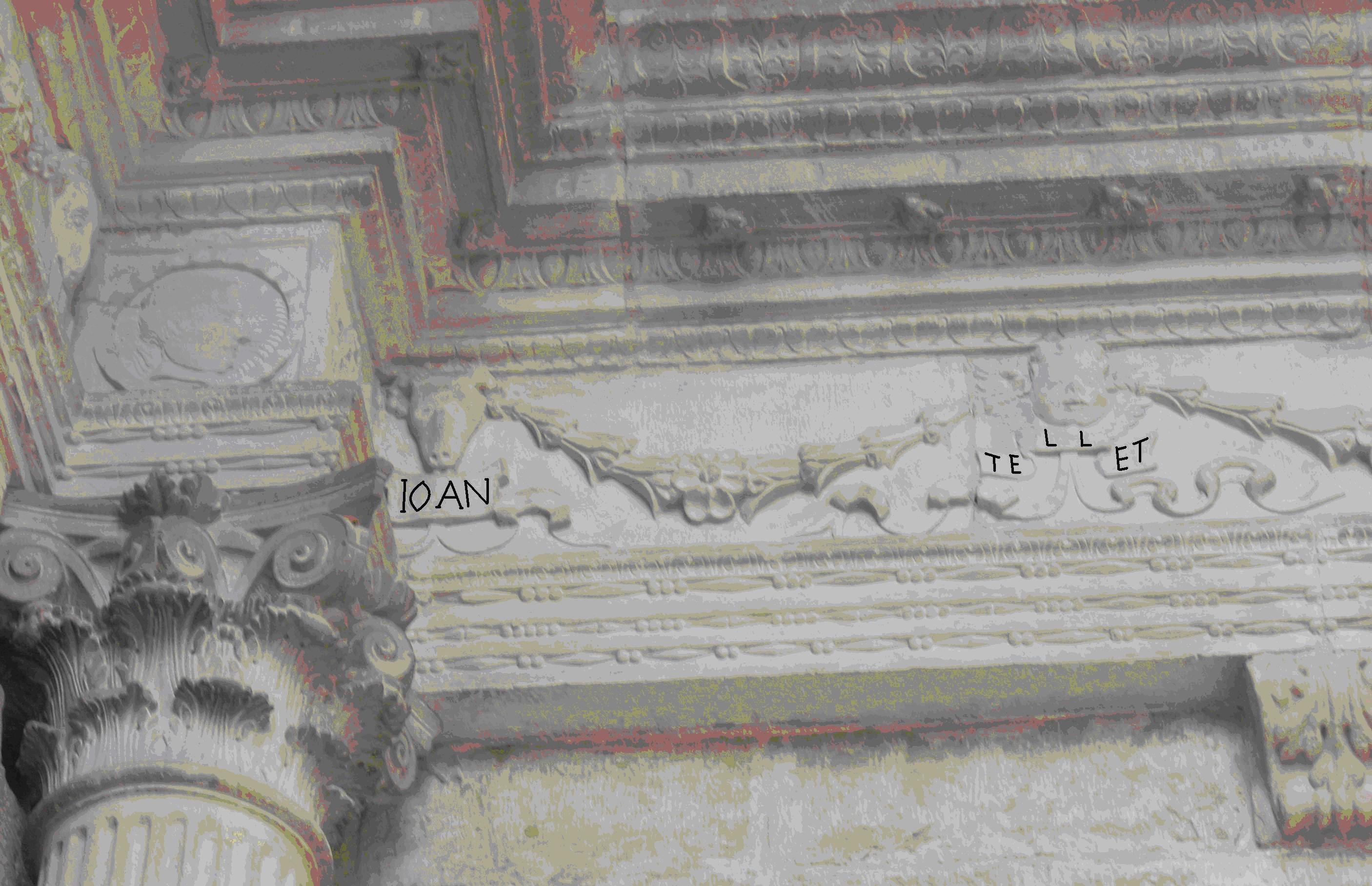
Tondo con la efigie de Joan Tellet y su nombre en el friso del pórtico

La puerta de entrada tiene arco de medio punto y abundante decoración: (candelieri, casetones, angelotes, escudos y guirnaldas) y se enmarca por columnas unidas por un entablamento. Frente a ella, el pórtico imita sus formas corintias. En su friso se encuentra la firma de Joan Tellet en dos cartelas junto a una pequeña ménsula que llama la atención del observador. Allí está también la puerta de la capilla de San Juan de Letrán y una escalinata que une el pórtico con el patio. la esquina de la iglesia nos hace comprender el achaflanamiento interior, ya que si no se hubiera adoptado esta solución los contrafuertes exteriores ocuparían el solar de esta escalinata.
La arquería del hospital se abre al patio. Allí vemos cómo la estructura de este edificio apoya sobre la de la iglesia. Otra arcada sobre columnas torsas nos ofrece una espléndida vista de Graus y de la confluencia de los ríos Ésera e Isábena. Al salir, bajando por la rampa, veremos la otra esquina de la iglesia y de nuevo entendemos el achaflanamiento interior la nave, pues otro contrafuerte exterior hubiera impedido el camino de acceso al conjunto.
Desde el exterior se observan diferencias en los dos tramos de la iglesia:
- la primera fase de las obras articula sus paños con molduras y contrafuertes
- la segunda, obra de Tellet, que presenta paños y esquinas lisos.

En el conjunto del hospital también se ven dos fases:
- un modesto edificio de cuatro plantas (apoyado sobre la iglesia y sobre la entrada al conjunto) fue seguramente el primero en construirse y debía servir de residencia del clero
- una ampliación, mucho más ambiciosa, de tres plantas: la primera, con la arcada de arcos de medio punto que cobija la rampa de acceso; la segunda, con el mirador de columnas torsas; y la última, de ladrillo y totalmente reconstruida, donde se hallaban habitaciones destinadas a hospital de peregrinos y donde se ubica actualmente un museo de iconos.